# Gilead Sciences
Gilead Sciences és una empresa de biotecnologia estatunidenca que descobreix, desenvolupa i comercialitza productes terapèutics. Des de la fundació de l'empresa, es concentra principalment en els medicaments antivirals per tractar els pacients infectats amb el VIH, l'hepatitis B, hepatitis C o la grip.
El 2006, Gilead va adquirir dues empreses que desenvolupaven fàrmacs per tractar pacients amb malalties pulmonars. L'empresa té catorze productes disponibles comercialment. Té la seu i va ser fundada a Foster City (Califòrnia) i opera a Amèrica del Nord, Europa i Austràlia. El nom de l'empresa i logotip fa referència al bàlsam de Gilead. Gilead és membre de l'Índex de Biotecnologia del NASDAQ i del S&P 500. El 2009, l'empresa tenia 4.000 treballadors de dedicació plena.[obsolet] Segons els resultats econòmics de 2013, Gilead va tenir uns ingressos nets de 3.100 milions de dòlars gràcies a Sovaldi, el nom comercial del medicament contra el virus de l'hepatitis C.

## Criticisme
Gilead va buscar i obtenir l'estatus de fàrmac orfe per a remdesivir de l'FDA el 23 de març del 2020. Aquesta disposició està destinada a fomentar el desenvolupament de fàrmacs que afectin a menys de 200.000 nord-americans, atorgant drets de monopoli legal reforçats i ampliats al fabricant, juntament amb les renúncies a impostos i taxes governamentals. Remdesivir és un candidat a tractar la COVID-19; en el moment en què es va atorgar l'estatus, menys de 200.000 nord-americans tenien la COVID-19, però els nombres s'enfilaven ràpidament a mesura que la pandèmia de COVID-19 arribava als Estats Units, i aviat passaria el llindar dels 200.000. Remdesivir va ser desenvolupat per Gilead amb més de 79 milions de dòlars en finançament del govern dels Estats Units. Després d'afrontar fortes reaccions, Gilead va abandonar l'estatus de "fàrmac orfe" per remdesivir el 25 de març. Gilead conserva les patents de 20 anys de remdesivir a més de 70 països.
Gilead també ha estat acusat d'augmentar els preus més enllà del raonable en altres medicaments desenvolupats amb fons públics, com ara el tenofovir per la SIDA i el sofosbuvir contra l'hepatitis C.